# Helmuth Plessner

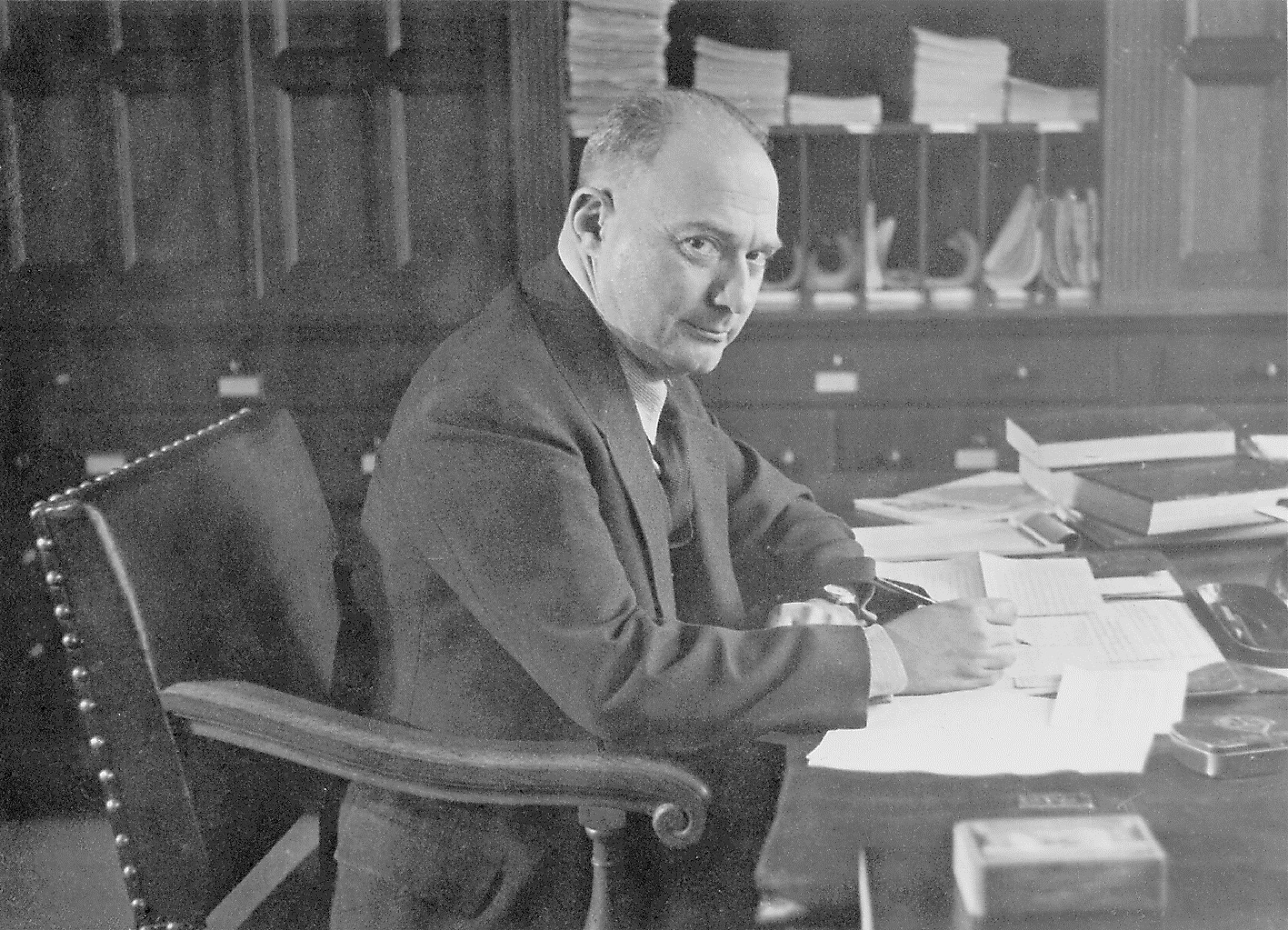
Plessner in Groningen (1939)

Helmuth Plessner (auch Helmut Plessner oder Hellmut Plessner; * 4. September 1892 in Wiesbaden; † 12. Juni 1985 in Göttingen) war ein deutscher Philosoph und Soziologe sowie ein Hauptvertreter der Philosophischen Anthropologie.

## Leben
Helmuth Plessner wurde 1892 als einziger Sohn des Arztes Fedor Plessner und dessen Ehefrau Elisabeth Plessner in Wiesbaden geboren. 1910 begann er ein Studium der Medizin und Zoologie u. a. bei Hans Driesch, später der Philosophie in Freiburg im Breisgau, Göttingen und Heidelberg. Zu seinen Lehrern gehörten Wilhelm Windelband, Max Weber und Edmund Husserl; dementsprechend waren seine Gedanken vom Neukantianismus und von der Phänomenologie beeinflusst. 1913 erschien seine erste philosophische Publikation: „Die wissenschaftliche Idee, ein Entwurf über ihre Form“. 1916 folgte seine philosophische Dissertation (Erlangen): „Krisis der transzendentalen Wahrheit im Anfang“. 1920 habilitierte er sich an der neuen Universität zu Köln mit der Arbeit „Untersuchung zu einer Kritik der philosophischen Urteilskraft“ für Philosophie. Mit „Die Einheit der Sinne. Grundlinien einer Ästhesiologie des Geistes“ (1923) kündigte sich ein weiterer Schwerpunkt seines Denkens an. 1924 erschien seine sozialphilosophische Studie Grenzen der Gemeinschaft. Eine Kritik des sozialen Radikalismus. 1926 wurde er außerordentlicher Professor in Köln in nächster Umgebung zu Max Scheler. 1928 erschien sein Hauptwerk: „Die Stufen des Organischen und der Mensch. Einleitung in die philosophische Anthropologie“. 1931 folgte eine politische Erweiterung dieses Ansatzes: „Macht und menschliche Natur. Ein Versuch zur Anthropologie der geschichtlichen Weltansicht“.
1933 wurde Plessner auf Grund des sogenannten Gesetzes zur Wiederherstellung des Berufsbeamtentums und der jüdischen Herkunft seines getauften Vaters aus dem Amt entlassen. Er emigrierte zunächst in die Türkei, wo er bis Ende 1933 in Istanbul verblieb, will diese Reise aber ausdrücklich nicht als Auswanderung bezeichnen. Anfang 1934 floh er mit Hilfe des Anthropologen F. J. J. Buytendĳk nach Groningen (Niederlande). Ab März 1934 hielt er an der Reichsuniversität Groningen (RUG) Vorlesungen zu soziologischen und philosophischen Themen. Aus einer Vorlesungsreihe in dieser Zeit entstand die Schrift „Das Schicksal des deutschen Geistes im Ausgang seiner bürgerlichen Epoche“ (1935), die später unter dem Titel „Die verspätete Nation. Über die politische Verführbarkeit bürgerlichen Geistes“ (1959) bekannt wurde. 1941 erschien sein Buch „Lachen und Weinen. Eine Untersuchung der Grenzen menschlichen Verhaltens“, das die anthropologische Richtung seines Denkens weiterführt.
Im Mai 1940 besetzte die Wehrmacht die Niederlande.
1943 wurde Plessner von der RUG entlassen und tauchte bis Kriegsende in Utrecht und Amsterdam unter.
1946 wurde er von der Reichsuniversität Groningen auf das Ordinariat für Philosophie berufen, nachdem er die Rückkehr auf seinen Kölner Lehrstuhl abgelehnt hatte. Auf dem III. Deutschen Philosophen-Kongress nach dem Zweiten Weltkrieg in Bremen 1950
wurde er zum ersten Präsidenten der dort gegründeten Allgemeinen Gesellschaft für Philosophie in Deutschland gewählt.
In dieser Zeit lernte er seine spätere Ehefrau Monika kennen, die er 1952 heiratete. Im selben Jahr ließ sich Plessner in Göttingen eine großzügige Villa nach Plänen der Architektin Lucy Hillebrand errichten.
Von 1952 bis zu seiner Emeritierung 1962 war er Professor an dem neu gegründeten Institut für Soziologie in Göttingen. Zwischenzeitlich stand er dem „Institut für Sozialforschung“ vor, also der Frankfurter Schule um Max Horkheimer und Theodor W. Adorno. Von 1955 bis 1959 amtierte er als Vorsitzender der Deutschen Gesellschaft für Soziologie. 1960/61 war er Rektor der Universität Göttingen. 1956 wurde er zum ordentlichen Mitglied der Göttinger Akademie der Wissenschaften gewählt. Plessner war Kuratoriumsmitglied des 1961 gegründeten Bundesverband Deutsch-Israelische Studiengruppen (BDIS).
Plessner war Emeritus an der New School of Social Research in New York und hatte einen Lehrauftrag für Philosophie in Zürich. Er publizierte bis 1975, seinem 82. Lebensjahr, vor allem Essays, Artikel und Abhandlungen zu sehr unterschiedlichen Feldern der Philosophie und Gesellschaft, von der Biologie bis zur Ästhetik. Zu seinen Schülern in der Soziologie gehörten unter anderen Günter Dux, Christian von Ferber und Christian Graf von Krockow. Von 1960 bis 1965 war er Mitglied des Beirats der Friedrich-Naumann-Stiftung für die Freiheit.
1985 starb er in Göttingen. Sein Grab liegt in Erlenbach in der Schweiz.

## Philosophie

### Anthropologie

#### Exzentrische Positionalität
Helmuth Plessner zählt – neben Max Scheler und vor Arnold Gehlen – zu den Hauptvertretern der Philosophischen Anthropologie. Damit ist eine philosophische Strömung benannt, die sich im ersten Drittel des 20. Jahrhunderts formierte und eine Neubegründung der Frage nach dem Menschen und seiner Stellung in der Welt, der Geschichte, der Natur unternahm. Sie entwickelte sich in Auseinandersetzung mit anderen philosophischen Tendenzen dieser Zeit (Phänomenologie, Neukantianismus) sowie mit Naturwissenschaften, besonders der Biologie. Anders als Scheler fragt Plessner nicht nach einem überzeitlichen Wesen des Menschen; anders als Gehlen bestimmt er den Menschen nicht primär als „Mängelwesen“ (so Gehlens, von Herder übernommenes Grundwort).
Plessners Anthropologie, die er systematisch in seinem Werk „Die Stufen des Organischen und der Mensch“ entwickelt hat, bildet sich um die Grundkategorie der Exzentrischen Positionalität. Sie lässt sich anhand zweier Leitfragen rekonstruieren.
1. Was unterscheidet belebte von unbelebten Phänomenen?
2. Wie organisieren sich lebendige Phänomene?

Die erste Antwort findet sich im Begriff der Grenze: im Unterschied zu anorganischen Körpern haben Organismen ein Verhältnis zu ihrer Umwelt, das über ihre Grenze reguliert wird. Pflanzen und Tiere sind „grenzrealisierende“ Wesen. Die zweite Antwort liegt im Begriff der Position: Plessner unterscheidet die drei Organisationsformen (oder „Stufen“) des Lebendigen: Pflanze, Tier und Mensch, nach ihrer jeweiligen Positionalität. Pflanzen sind offen organisiert, sie haben keine zentralen Organe. Tiere sind zentrisch organisiert: sie leben aus einem Mittelpunkt heraus. Die Organisationsform des Menschen ist hingegen exzentrisch, weil der Mensch jederzeit in ein reflexives Verhältnis zu seinem Leben treten kann. Ein Moment dieses reflexiven Verhältnisses bildet das Selbstbewusstsein, das Plessner nicht wie in der philosophischen Tradition üblich als geistiges Phänomen behandelt, sondern aus seiner biologischen Wurzel heraus entwickelt. Er analysiert diese Organisationsweise als Doppelaspekt: als Menschen haben wir einen Körper und sind zugleich ein Leib.

#### Anthropologische Gesetze
Die Analyse der exzentrischen Positionalität führt Plessner zu den (zunächst) drei von ihm so genannten „anthropologischen Gesetzen“:
1. Das Gesetz von der natürlichen Künstlichkeit.
2. Das Gesetz von der vermittelten Unmittelbarkeit.
3. Das Gesetz vom utopischen Standort.

Konkret sagen diese jeweils aus: 
Nur durch Hilfsmittel und Werkzeuge erfriert er im Winter nicht, wehrt sich gegen Angriffe, fliegt in den Weltraum. Plessner nannte dies, als erstes anthropologisches Gesetz, die „natürliche Künstlichkeit“ des Menschen.
Mit dem Gesetz der „vermittelten Unmittelbarkeit“ beschrieb Plessner die Beziehungen des Menschen zu seiner Außenwelt. Das Tier, das wie der Mensch ein Zentrum und eine Grenze besitzt, aber eben nicht selbst-bewusst ist, erlebt jede Beziehung als unmittelbar. Das tut der Mensch zunächst auch, aber dadurch, dass er über sich, über Geschichte, Motive etc. nachdenkt, wird er zusätzlich zum Beobachter und dadurch Vermittler zwischen sich selbst und anderen.

Und schließlich wies Plessner dem Menschen einen „utopischen Standort“ zu. Das klingt weltumfassend und heimatlos zugleich: Der Mensch ist rastlos, suchend, überschreitet und zerstört immer wieder Erreichtes. Nichts Geschaffenes ist endgültig, nichts widerspruchslos. So entsteht Geschichte; Plessner erklärte so auch die Entstehung von Religionen, quasi als (Not-)Lösung für einen metaphysischen Fixpunkt.
Entsprechend dieser Dreiteilung erschließt sich dem Menschen die Welt als Außenwelt, Innenwelt und Mitwelt, die wiederum die Dimensionen der Kultur, der Geschichte und der Gesellschaft aufreißen. In der späteren Schrift „Macht und menschliche Natur“ findet Plessner noch ein weiteres anthropologisches Gesetz, das Gesetz der Unergründlichkeit des Menschen, das die Dimension des Politischen öffnet. Plessner gelangte so, ausgehend von einer Interpretation biologischer Sachverhalte, zu einer philosophischen Fundierung der Soziologie und verwandter Wissenschaften.
Der oft gehörte Einwand, anthropologisches Denken kreise um einen ahistorischen Wesensbegriff des Menschen, verfängt in seinem Fall also nicht. Vielmehr besagt der Begriff des Gesetzes, dass wir Menschen aufgrund unserer leiblichen Verfassung (Ausstattung, Verwurzelung) darauf angewiesen sind, uns zur Welt hin zu öffnen und sie mittels gemeinschaftlicher Arbeit „künstlich“, geschichtlich und gesellschaftlich zu gestalten.
Bezüglich des Problems der Abgrenzung von Natur- und Geisteswissenschaften wies Plessner auf die falsche Umgangsweise mit der „Doppelaspektivität“ der menschlichen Grundsituation hin: Dass der Mensch eben zugleich sein Körper/seine physische Existenz ist und diese hat, dass er zugleich um sich als Geistwesen und als Körperding weiß.
Seit Descartes bewältigt das abendländische Denken diese Schwierigkeit dergestalt, dass es sich vor die Entscheidung eines Primats des Geistigen oder des Physischen gestellt sieht (Leib-Seele-Problem). Dieses tradierte Denken verabsolutiert entweder die geistige oder die körperliche Erfahrungswelt, anstatt beide in jedem Moment aufeinander bezüglich bzw. ineinander verschränkt zu sehen. Eine Spaltung in Naturansicht und Bewusstseinsansicht zerreißt jedoch die Natur- und Geisteswissenschaften ebenso, wie sie das ganzheitliche Selbstbild des Menschen irritiert. Plessner begegnet diesem Problem, indem er konsequent die doppelte Perspektive der Verschränktheit beibehält. Seine auf biologischen Tatsachen aufbauende Philosophie wiederholt beständig die Einsicht in die paradoxe Grundverfasstheit menschlichen Selbst- und Welt-Erlebens.

### Soziologische Schriften

#### Die verspätete Nation
Plessner hat eine Reihe bedeutender sozialphilosophischer und geistesgeschichtlicher Studien verfasst, wovon „Die verspätete Nation“ die größte Bedeutung erlangte. Plessner entfaltet in der 1934 entstandenen Schrift eine geistesgeschichtliche Studie der Entwicklung des deutschen Geistes seit dem 16. Jahrhundert und sucht Gründe dafür freizulegen, warum vor allem das Bürgertum bereit war, einen Machthaber wie Hitler zu unterstützen. So hat das westliche Europa seit dem 17. und 18. Jahrhundert seine Demokratisierung auf den Weg gebracht, während für Deutschland in diesen Zeitraum der Untergang des Reiches fiel. Dieser Traditionsbruch belastet Deutschland bis ins 20. Jahrhundert hinein, da sich Deutschland bei der Reichsgründung – in einer Phase, in der die Aufklärung keine Kraft mehr hatte – nicht auf eine demokratisch-verfassungsstaatliche Tradition berufen, sondern nur auf vordemokratische Strukturen blicken konnte.
Dies hatte zur Folge, dass der Nationalstaat sich nicht auf eine Idee (wie etwa Freiheit, Gleichheit, Brüderlichkeit) berufen konnte, sondern nur auf das Volkstum als gemeinsame Basis. Während man Franzose oder Engländer werden kann, indem man die Werte der modernen Gesellschaft akzeptiert, kann man hingegen nicht Kraft des Entschlusses »Volksdeutscher« werden, wenn man es nicht schon von Geburt an war.
Einen weiteren Problemstrang macht Plessner in der spezifischen Entwicklung des Luthertums aus, das durch die zwangsstaatliche Organisation in der Landeskirche verhinderte, dass der Einzelne sein religiöses Interesse schöpferisch in die Gemeinde einbringt, und stattdessen einer Verweltlichung religiöser Impulse Vorschub leistete. Hierdurch ergibt sich ein Bruch zwischen Innerlichkeit (Verwirklichung als Person) und Öffentlichkeit bzw. Politik, welcher letztlich zu einer unpolitischen Haltung führt, die gleichgültig ihrer Obrigkeit gegenübersteht.

#### Grenzen der Gemeinschaft
Während der Turbulenzen der Weimarer Republik stellt sich Plessner in Grenzen der Gemeinschaft gegen Bestrebungen, das Zusammenleben vor allem gemeinschaftlich, statt gesellschaftlich, zu organisieren. Hierfür macht Plessner vor allem Teile seiner philosophischen Anthropologie stark, welche in jener Zeit gerade im Entstehen war und ihren Ausgang von seiner Schrift „Die Einheit der Sinne“ nahm.
Eine Gemeinschaft der Sache, wie sie etwa der Kommunismus oder auch der Nationalsozialismus propagieren, die friedliche Einigung der Menschen, hält Plessner für illusorisch. Sie kann höchstens für kurze Momente wie beim Kriegsausbruch 1914 erreicht werden. Wer fordert, dass ein solcher Zustand länger anhalte, der vergewaltigt das menschliche Seelenleben, welches immer auch des Abstands zu anderen Menschen bedarf, um sich als Person zu entwickeln. Elias Canetti beschreibt später in Masse und Macht diesen Abstand ursächlich mit der archaischen Angst des Einzelnen vor der Berührung durch andere Menschen. Privatheit und Distanz, so Plessner, bilden die Grenze, welche von gemeinschaftlichen Forderungen nicht überschritten werden darf. In der Öffentlichkeit spielt der Mensch eine Rolle, er ist Träger einer Funktion und bedient sich zu ihrer Ausfüllung eines Schematismus der Umgangsformen. Dies garantiert ihm, dass er als Amtsträger, Beamter, Staatsmann usw. nicht sein ganzes Ich aufs Spiel setzen muss. In der Öffentlichkeit trägt man also eine Maske, hinter welcher die Seele sich vor Verletzung durch andere schützt. Hingegen vollkommene Offenheit und Rückhaltlosigkeit zu fordern ist unmenschlich, wenn nämlich dies vom anderen verlangt, in seiner ganzen Verletzlichkeit sichtbar zu werden, als Individuum selbst sich aufs Spiel zu setzen und sich dem Risiko der Lächerlichkeit preiszugeben. Der Raum der Öffentlichkeit ist somit von Plessner als Ort der Scham bestimmt, welche zu erleiden nur durch Maske, Rüstung, Spiel, Diplomatie und taktvollen Umgang zu verhindern ist.

## Wirkungen
Einige von Plessners Schriften wurden zu seinen Lebzeiten nur in Fachkreisen rezipiert. Insbesondere das Hauptwerk „Die Stufen des Organischen und der Mensch“ aus dem Jahr 1928 stand lange im Schatten von Martin Heideggers ein Jahr früher erschienenem „Sein und Zeit“. Erschwert wurde die Aufnahme dieses Buches zudem durch einen von vielen geteilten Plagiatsvorwurf Max Schelers, dessen bereits 1927 erschienenes Werk „Die Stellung des Menschen im Kosmos“ wesentliche Gedanken Plessners vorweggenommen hatte.
Plessners Exil in den Niederlanden und die politische Situation im Deutschen Reich machten es für ihn fast unmöglich, sich am wissenschaftlichen Diskurs im nationalsozialistischen Deutschland zu beteiligen. In dieser Zeit entstanden „Das Schicksal des deutschen Geistes im Ausgang seiner bürgerlichen Epoche“ (1935), ein Werk, das 1959 unter dem bekannten Titel „Die verspätete Nation“ erschien, und das Werk „Das Lachen und Weinen. Eine Untersuchung der Grenzen menschlichen Verhaltens“ (1941). Diese und weitere seiner Titel waren nicht allgemein bekannt, anders als beispielsweise die Arbeiten Arnold Gehlens. Hinzu kam, dass die Philosophische Anthropologie nach dem Krieg als überholt und „bürgerlich“ galt und von Jürgen Habermas und der Frankfurter Schule geradezu bekämpft wurde. Erst mit Herausgabe der zehnbändigen „Gesammelten Schriften“ (1981–1985) wurde Plessner als bedeutender Philosoph wiederentdeckt. Seither gehört sein Werk zu den meistdiskutierten Denkansätzen der Philosophischen Anthropologie. Auch Plessners kulturwissenschaftliche und soziale Studien – beispielsweise „Grenzen der Gemeinschaft. Eine Kritik des sozialen Radikalismus“ – finden seit Anfang der 1990er Jahre verstärkt Beachtung.

## Helmuth Plessner Gesellschaft
Die Helmuth Plessner Gesellschaft fördert ideell, organisatorisch und im beschränkten Umfang auch materiell die Forschung um Plessners Werk. Mit der Helmuth Plessner Gesellschaft ist das Helmuth Plessner Archiv und der Helmuth Plessner Fonds verbunden. Das Archiv verwaltet den erst teilweise erschlossenen Nachlass Plessners, der in der Handschriftenabteilung der Bibliothek der Rijksuniversiteit Groningen liegt. Der Helmuth Plessner Fonds ist als Stiftung organisiert und fördert die Forschung zum umfangreichen Nachlass Plessners.

## Wiesbadener Helmuth-Plessner-Preis
Die Stadt Wiesbaden hat 2014 einen Preis zu Ehren Helmuth Plessners gestiftet. Er dient der Förderung und Anerkennung hervorragender Wissenschaftler und Intellektueller, die im Sinne Plessners (im Feld der Philosophie, Soziologie, Anthropologie, Biologie oder Ästhetik) gearbeitet und gewirkt haben. Er wird alle drei Jahre vergeben und ist mit 20.000 Euro ausgestattet.

## Schriften (Auswahl)
- Gesammelte Schriften. Herausgegeben von Günter Dux u. a. 10 Bände. 1980–1985
- Die wissenschaftliche Idee, ein Entwurf über ihre Form. 1913
- Krisis der transzendentalen Wahrheit im Anfang. 1918
- Die Einheit der Sinne. Grundlinien einer Ästhesiologie des Geistes. 1923
- Grenzen der Gemeinschaft. Eine Kritik des sozialen Radikalismus. 1924 (Neuauflage: Suhrkamp, Frankfurt am Main 2002, ISBN 3-518-29140-8)
- mit Frederik Buytendijk: Die Deutung des mimischen Ausdrucks. Ein Beitrag zur Lehre vom Bewußtsein des anderen Ichs. In: Philosophischer Anzeiger. 1925 (I), S. 72–126; aufgenommen in: Helmuth Plessner: Gesammelte Schriften. VII, Frankfurt am Main 1980, S. 67–129.
- Die Stufen des Organischen und der Mensch. Einleitung in die philosophische Anthropologie. 1928
- Macht und menschliche Natur. Ein Versuch zur Anthropologie der geschichtlichen Weltansicht. 1931
- mit Frederik Buytendijk: Die physiologische Erklärung des Verhaltens. Eine Kritik an der Theorie Pawlows. In: Acta Biotheoretica. Series A, Vol. 1, Pars III, Leiden 1935, S. 151–171; aufgenommen in: Helmuth Plessner: Gesammelte Schriften. VIII, Frankfurt am Main 1980, S. 7–32.
- Zur Anthropologie des Schauspielers. 1948
- Lachen und Weinen. Eine Untersuchung der Grenzen menschlichen Verhaltens. 1941
- Das Lächeln. In: Pro regno, pro sanctuario. Festschr. für G. van der Leeuw 1950
- Über das Welt – Umwelt – Verhältnis des Menschen
  - Übers. Marc de Launay: Sur le rapport entre monde et monde environnant chez l’homme, in Trivium 25, 2017 Volltext; im Anschl. Kommentar der Herausgeber Thomas Ebke, Guillaume Plas
- Die verspätete Nation. Über die politische Verführbarkeit bürgerlichen Geistes. Stuttgart 1959, zuerst Zürich 1935 (udT Das Schicksal deutschen Geistes im Ausgang seiner bürgerlichen Epoche)
- Die Frage nach der Conditio humana. 1961
- Die Emanzipation der Macht. 1962
- Anthropologie der Sinne. 1970
- Mit anderen Augen. Aspekte einer philosophischen Anthropologie. Reclam, Stuttgart 1982, ISBN 3-15-007886-5

### Selbstdarstellung
- Selbstdarstellung. In: Ludwig J. Pongratz (Hrsg.): Philosophie in Selbstdarstellungen. Band I, Meiner, Hamburg 1975, ISBN 3-7873-0341-3, S. 269–307.